# Mira Svetina
Mira Svetina (partizansko ime Vlasta), slovenska komunistka, partizanka in narodni heroj, * 15. maj 1915, Idrija, † 6. julij 2007, Ljubljana.
Svetina je bila med drugo svetovno vojno članica PK KPS za Gorenjsko. Imela je več političnih funkcij, nazadnje je bila članica Sveta federacije.